# Presó preventiva de Reus
La Presó preventiva de Reus és un edifici situat a la carretera de Montblanc, a tocar de la Urbanització Quintana del municipi homònim (Baix Camp), que forma part de l'Inventari del Patrimoni Arquitectònic de Catalunya. Actualment, hi ha el Centre Social «el Roser», un equipament municipal que depèn de l'àrea de Serveis a les Persones i Drets Socials.

## Història
Les primeres referències històriques de la presó de Reus són del segle xii, quan aquesta es trobava  al Castell del Cambrer. Posteriorment, es va instal·lar al carrer de la Presó, que encara conserva aquest nom. El 1827, per iniciativa del jutge de primera instància, es construí una nova presó al lloc anomenat Bassa de Padró, actualment Plaça del Pintor Fortuny, on ara hi ha l'edifici de la Caixa de Pensions.
El 1908, es va proposar la construcció d'un nou centre de reclusió, però no es va començar fins al 1929. La presó va ser suprimida el 1970, i una petita part va ser ocupada durant un temps per una llar d'infants.

## Descripció
És un edifici de planta trapezoïdal format per dos cossos: un, amb composició lineal i façana a la carretera de Montblanc, era l'edifici administratiu; l'altre, interior, amb planta en forma d'«H» i envoltat per un mur que s'uneix a l'edifici administratiu, era l'edifici penitenciari.
De la façana principal cal destacar l'obertura de la porta, amb arc de mig punt, i dues finestres adossades a cada costat, un escut i elements ornamentals a manera de frontis. L'entaulament que hi ha damunt les pilastres i la porta es prolonga envoltant tot l'edifici. A l'extrem sud hi ha una porta reconstruïda procedent del desaparegut Palau Miró, l'única peça que es va recuperar després del seu enderrocament.

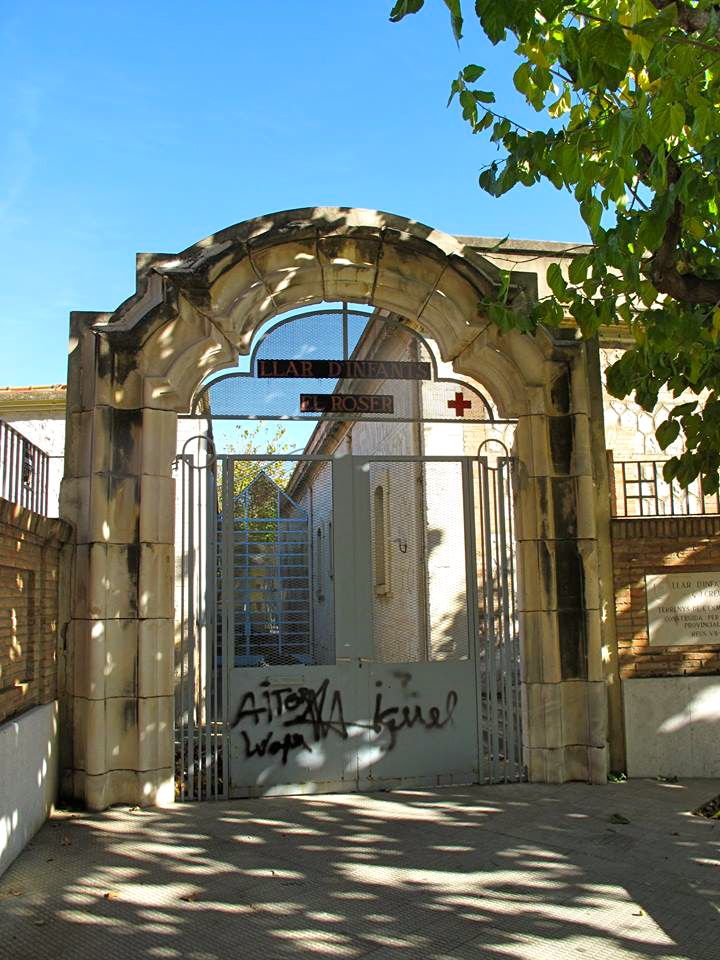
Portal reconstruït del Palau Miró

La reforma contemporània respecta i recupera la construcció original, cosa que li dona un caràcter auster. Incorpora materials actuals i lleugers que contrasten amb els murs de pedra de l'antiga construcció. S'hi han fet unes obertures transversals al cos central de l'«H» que permeten veure una gran part de l'interior.